# Silhuet
En silhuet er omridset af et motiv, som ses mod lyset. Ordet er dannet efter finansminister Étienne de Silhouette, som gennemførte besparelser, der medførte klip af figurer i sort papir. Malerier var for dyre.